# Битковский сельсовет
Битковский сельсовет — сельское поселение в Сузунском районе Новосибирской области Российской Федерации.
Административный центр — село Битки.

## История
Статус и границы сельского поселения установлены Законом Новосибирской области от 2 июня 2004 года № 200-ОЗ «О статусе и границах муниципальных образований Новосибирской области»

## Население
| 2002  | 2010  | 2012  | 2013  | 2014  | 2015  | 2016  |
| ----- | ----- | ----- | ----- | ----- | ----- | ----- |
| 2253  | ↘1607 | ↘1588 | ↘1560 | ↘1515 | ↘1477 | ↘1452 |
| 2017  | 2018  | 2019  | 2020  | 2021  |       |       |
| ↗1458 | ↗1463 | ↘1442 | ↘1418 | ↘1385 |       |       |

## Состав сельского поселения
| № | Населённый пункт | Тип населённого пункта       | Население |
| - | ---------------- | ---------------------------- | --------- |
| 1 | Артамоново       | село                         | ↘73       |
| 2 | Битки            | село, административный центр | ↘1184     |
| 3 | Харьковка        | посёлок                      | ↘107      |
| 4 | Шигаево          | село                         | ↘243      |

### Упразднённые населённые пункты
Посёлок Горбуниха упразднён в 2002 году в соответствии с Законом Новосибирской области N 5-ОЗ от 15.02.2002 г. «Об упразднении поселка Горбуниха муниципального образования Битковского сельсовета Сузунского района Новосибирской области».

## Местное самоуправление
Главы Битковского сельсовета
- Герасимова Тамара Александровна

Председатели совета депутатов
- Мальцев Валерий Павлович[15].

## Инфраструктура
На территории муниципального образования работают почтовое отделение, отделение связи, отделение сберегательного банка, средняя общеобразовательная школа, две начальных школы, детский сад, участковая больница, два ФАПа, аптека, культурно-досуговый центр, два клуба, предприятие жилищно-коммунального хозяйства, два сельскохозяйственных предприятия, 15 крестьянско-фермерских хозяйств, лесничество, 11 магазинов.